# Piet van Tielraden
Henricus Petrus Leonardus (Piet) van Tielraden ('s-Hertogenbosch, 24 januari 1854 – Princenhage, 30 augustus 1930) was een Nederlands beeldhouwer.

## Leven en werk
Piet van Tielraden was een zoon van de Bossche winkeliers Henricus Antonius van Tielraden en Theodora Maesen. Van Tielraden werkte als jongeman bij beeldhouwer Lambert Hezenmans, die in die tijd restauratiearchitect van de Sint-Janskathedraal was. Als zeventienjarige nam Van Tielraden in 1871 deel aan de nationale wedstrijd voor werklieden bij de Haagse Tekenacademie met een tekening van een kruisbeeld in gotische stijl. Toen hij in 1879 een beeld van Jozef voor de Nepomukkapel in Boxmeer maakte, werd het in de pers een "uitmuntend geslaagd beeldhouwwerk" genoemd en Van Tielraden een "ontluikend genie".
Van Tielraden vestigde zich in 1885 als zelfstandig beeldhouwer in Tilburg. Hij maakte onder meer heiligenbeelden voor aan en in kerken, kruiswegen, missiekruizen, tuinbeelden en fonteinen, zijn werk is vooral in Noord-Brabant te vinden. In 1888 liet hij een woonhuis en atelier voor kerkelijke en profane kunst bouwen aan de Willem II straat. In de neorenaissancistische gevel zijn voorstellingen aangebracht die verwijzen naar het werk van Van Tielraden als beeldhouwer en polychromeur. Hij beeldde zichzelf en zijn vrouw af in de boogvelden boven de ramen van het woongedeelte. In 1898 liet Van Tielraden een nieuw woonhuis met atelier bouwen aan de Noordstraat 103-105 in Tilburg. Hij had daar ook een gieterij, waar beelden in 'carton', cement en gips konden worden gegoten. Beide ateliers zijn door Tilburg aangewezen als gemeentelijk monument.
Van Tielraden trouwde in 1888 met Catharina Aldegonda Maria Booms (1854-1938). Zij verhuisden in 1919 naar Middelburg, waar hun dochter woonde, later naar Ginneken. De beeldhouwer overleed op 76-jarige leeftijd.

## Enkele werken
- Jozef (1879), beeld voor de Nepomukkapel in Boxmeer
- Michaël en de draak (1885), eikenhouten beeld voor de St. Michaëlskerk in Zwolle
- buste van Quirinus A. Beljaars (1887), bij zijn 50-jarig jubileum als secretaris van Tilburg. De buste is opgenomen in de collectie van het Regionaal Historisch Centrum Tilburg.
- De Goede Herder (1887), gedenkteken voor pastoor Van Dooren op begraafplaats Korvel aan de Laarstraat, Tilburg
- De vlucht naar Egypte (1890), timpaan boven hoofdingang van de Heuvelse kerk, Tilburg
- kalkstenen beelden van paus Leo I en Willibrord (1893) voor de Maria- en Brigidakerk in Zesgehuchten. De twee behoren tot een serie van twaalf beelden die elk onder een baldakijn aan een van de pijlers in de viering zijn geplaatst. De overige beelden, van onder anderen Anna, Norbertus, Maria en Brigida, zijn van de hand van de Eindhovense beeldhouwer J.P. (Jan) van der Mark.
- gevelbeelden van Vincentius, Elisabeth en Dionysius voor het gebouw van de Vincentius- en Elisabethvereniging aan de Antoniusstraat, Tilburg
- gevelbeelden van Dionysius (1895), het Heilig Hart (1897) en O.L. Vrouw van het Heilig Hart (1898) voor de Heikese kerk
- calvarieberg (1897) op het kerkhof in Goirle
- gevelbeeld van Maria (1898) voor de Hasseltse kerk
- gevelbeeld van Johannes de Doper met het lam Gods (1898) voor de Sint-Johannes Onthoofdingkerk in Goirle
- kruisweg (1899), Riel
- calvarieberg (1899) op het kerkhof bij de O.L. Vrouw ten Hemelopnemingkerk in Reusel
- gevelbeeld van Antonius van Padua (1901), voor het klooster van de Fraters van Tilburg aan de Capucijnenstraat 76, Tilburg
- Heilig Hartbeeld (1911) op de topgevel van het fraterhuis Heuvel in Tilburg
- missiekruis en Heilig Hartbeeld (1917) voor de Jozefkerk in Rilland

## Afbeeldingen

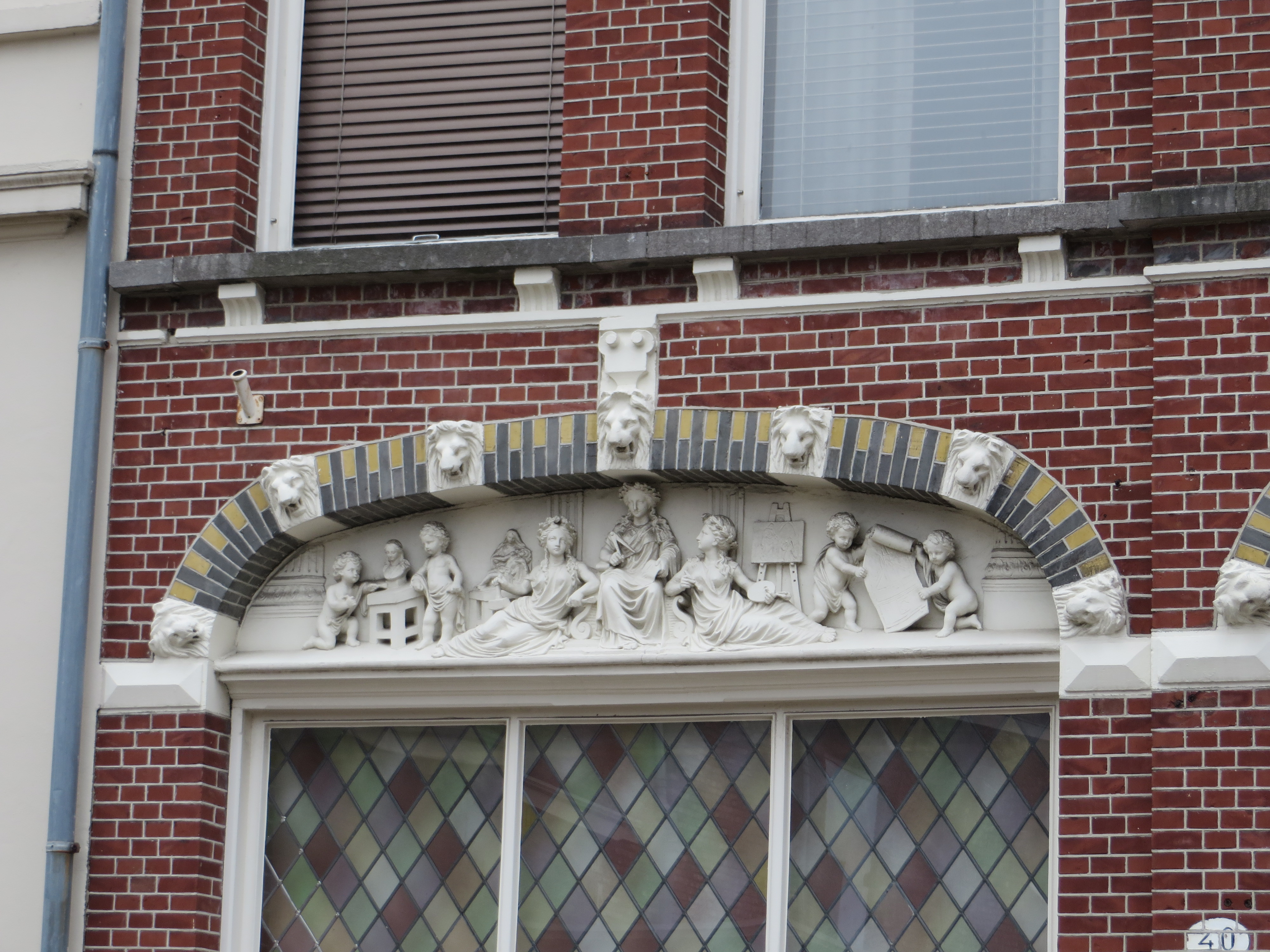
Allegorie van de kunsten, Tilburg
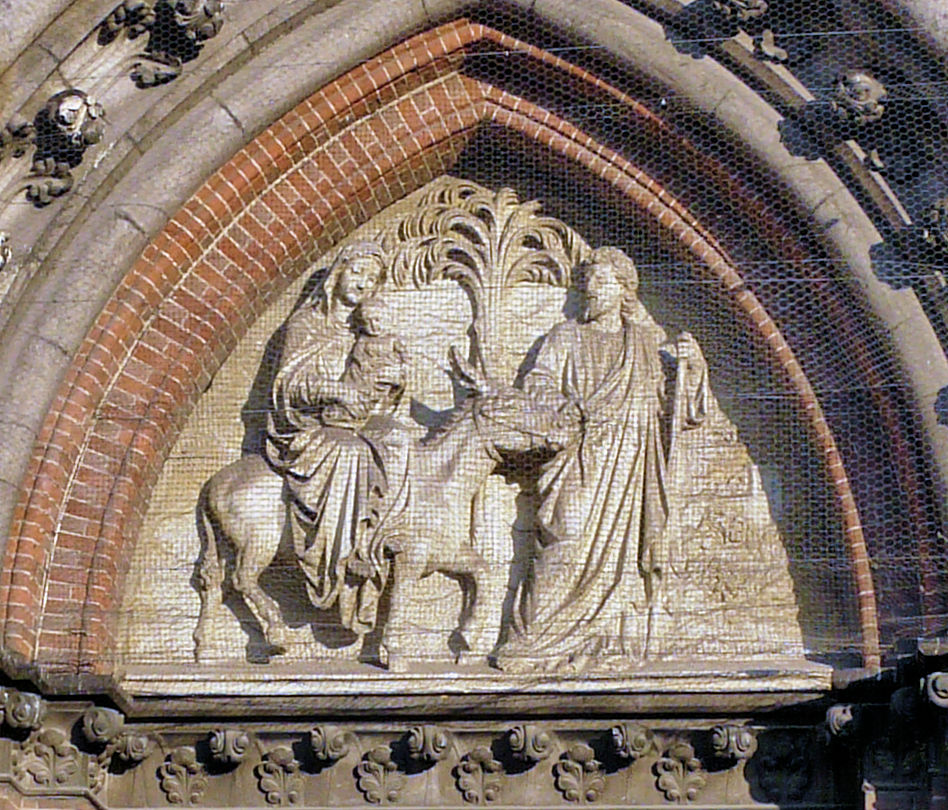
De vlucht naar Egypte (1890), Heuvelse kerk
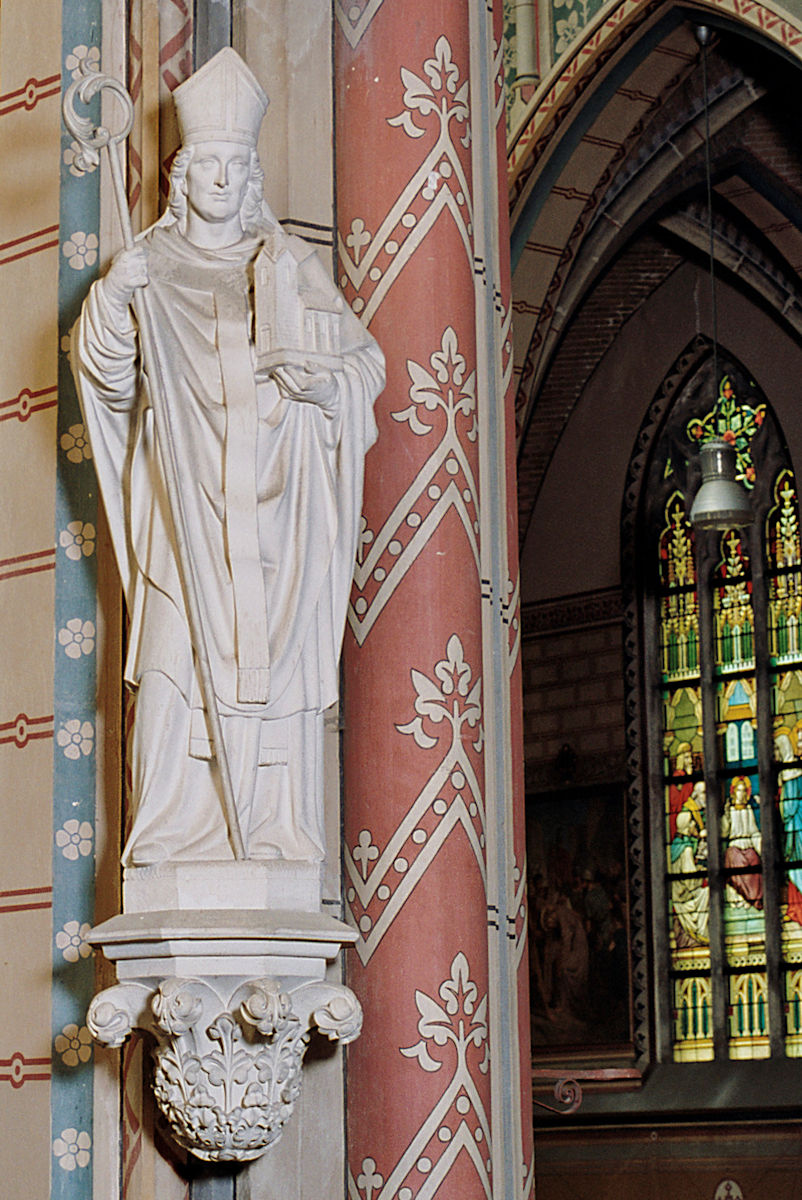
Willibrord (1893), Maria- en Brigidakerk
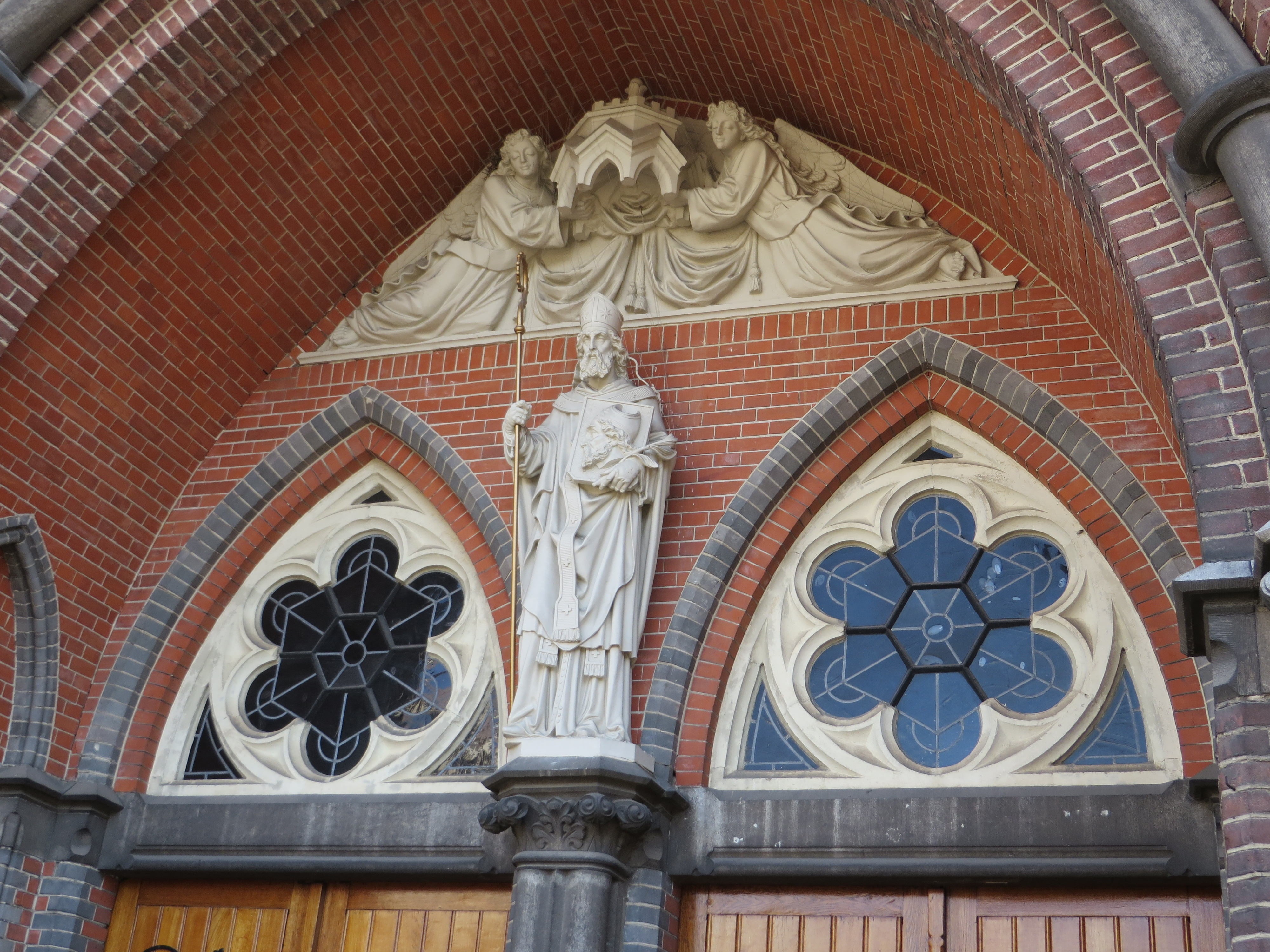
Doinysius (1895), Heikese kerk